# Il fu Mattia Pascal (film 1926)
Il fu Mattia Pascal (Feu Mathias Pascal) è un film muto del 1926 diretto da Marcel L'Herbier.
Si tratta di uno dei primi famosi film che tratta le vicende di Mattia Pascal, tratto dal libro Il fu Mattia Pascal di Luigi Pirandello. Un'ulteriore trasposizione cinematografica del libro verrà fatta nel 1937.

## Trama
Nel piccolo paese italiano di Miragno vive un giovane squattrinato e infelice di nome Mattia Pascal. Egli fa di tutto per divertirsi, ma combina solo guai, sposandosi con la parente di un suo usuraio: Romilda Pescatore, poi andando a letto con una tale Oliva, da cui avrà un bambino. Mattia getta il disonore sulla sua nuova famiglia e così, per migliorare la sua condizione economica, va a Monte Carlo a giocare alla roulette. Fortunatamente vince e si mette in viaggio verso casa, ma durante una sosta in treno legge un curioso articolo di giornale. Un tale di nome "Mattia Pascal" di Miragno è morto annegato e sono stati fatti tutti gli accertamenti sul cadavere. Mattia è sconcertato e non sa come reagire di fronte a quella bizzarra situazione, ma subito dopo decide di divertirsi come mai aveva fatto. Infatti egli distrugge tutti i suoi documenti originali di riconoscimento e si ribattezza "Adriano Meis", viaggiando prima in molti posti dell'Italia e dell'Europa. Quando è quasi al verde, alloggiando in una pensione di Roma. Qui avverrà la seconda parte della storia in cui Adriano Meis, farà amicizia con i membri buffi e tristi della famiglia che lo ospita, ma che poi inizierà ad invidiare e a detestare per alcuni aspetti. Infatti Adriana Paleari è platonicamente innamorata di Mattia, che però non ricambia il suo amore, mentre il padrone di casa è un uomo del tutto bizzarro che presiede sedute spiritiche. La signora Caporale per non essere da meno è una donna del tutto infantile. Meis inoltre avrà un conflitto interiore in cui la sua prima anima, quella di Mattia Pascal, cercherà di riavere il controllo sul proprio corpo. Mattia si rende finalmente conto dell'assurdità di ciò che sta facendo e così finalmente, dopo aver simulato la sua morte nel fiume Tevere, prende il primo treno per Miragno, per riabbracciare la moglie e i suoi amici. Ma troverà la moglie sposato con un altro.